# 해외 데파르트망
해외 데파르트망(海外 데파트르망, 프랑스어: département d'outre-mer 데파르트망 두트르메르[*])은 프랑스 본토 밖에 위치한 프랑스의 데파르트망(주)을 가리킨다. 해외 데파르트망은 프랑스와 유럽 연합의 일부로 간주되기 때문에 프랑스 국민의회와 프랑스 상원, 유럽 의회에서 의원을 선출하며 유로가 통용된다. 해외 데파르트망은 해외 레지옹과 같으며 프랑스에는 현재 5개의 해외 데파르트망이 있다.
- 프랑스령 기아나 (남아메리카)
- 과들루프 (북아메리카, 카리브 해)
- 마르티니크 (북아메리카, 카리브 해)
- 마요트 (아프리카, 인도양)
- 레위니옹 (아프리카, 인도양)

## 인구
| 연도     | 인구      | ±%     |
| -------- | --------- | ------ |
| 1950     | 720,000   | —      |
| 1960     | 949,000   | +31.8% |
| 1970     | 1,194,000 | +25.8% |
| 1980     | 1,286,000 | +7.7%  |
| 1990     | 1,566,000 | +21.8% |
| 2000     | 1,865,000 | +19.1% |
| 2010     | 2,148,000 | +15.2% |
| 2020     | 2,165,749 | +0.8%  |
| Sources: |           |        |

## 같이 보기
- 프랑스의 행정 구역
- 프랑스의 해외 데파르트망과 해외 영토
- 해외 레지옹
- 해외 집합체
- 프랑스의 해외 영토